# Houlbec-près-le-Gros-Theil
Houlbec-près-le-Gros-Theil és un municipi francès situat al departament de l'Eure i a la regió de Normandia. L'any 2007 tenia 110 habitants.

## Demografia

### Població
El 2007 la població de fet de Houlbec-près-le-Gros-Theil era de 110 persones. Hi havia 28 famílies, de les quals 4 eren unipersonals (4 homes vivint sols), 4 parelles sense fills i 20 parelles amb fills.
La població ha evolucionat segons el següent gràfic:
Habitants censats

### Habitatges
El 2007 hi havia 37 habitatges, 32 eren l'habitatge principal de la família, 4 eren segones residències i 1 estava desocupat. Tots els 36 habitatges eren cases. Dels 32 habitatges principals, 29 estaven ocupats pels seus propietaris, 2 estaven llogats i ocupats pels llogaters i 1 estava cedit a títol gratuït; 6 tenien tres cambres, 7 en tenien quatre i 19 en tenien cinc o més. 22 habitatges disposaven pel capbaix d'una plaça de pàrquing. A 11 habitatges hi havia un automòbil i a 19 n'hi havia dos o més.

### Piràmide de població
La piràmide de població per edats i sexe el 2009 era:
| Homes | Edats   | Dones |
| ----- | ------- | ----- |
| 0     | 95 o +  | 4     |
| 0     | 90 a 94 | 0     |
| 0     | 85 a 89 | 0     |
| 0     | 80 a 84 | 0     |
| 0     | 75 a 79 | 0     |
| 0     | 70 a 74 | 0     |
| 4     | 65 a 69 | 0     |
| 0     | 60 a 64 | 0     |
| 0     | 55 a 59 | 0     |
| 0     | 50 a 54 | 8     |
| 4     | 45 a 49 | 4     |
| 4     | 40 a 44 | 0     |
| 0     | 35 a 39 | 4     |
| 0     | 30 a 34 | 0     |
| 4     | 25 a 29 | 4     |
| 0     | 20 a 24 | 0     |
| 4     | 15 a 19 | 4     |
| 4     | 10 a 14 | 8     |
| 4     | 5 a 9   | 0     |
| 4     | 0 a 4   | 4     |

## Economia
El 2007 la població en edat de treballar era de 69 persones, 43 eren actives i 26 eren inactives. De les 43 persones actives 38 estaven ocupades (26 homes i 12 dones) i 5 estaven aturades (3 homes i 2 dones). De les 26 persones inactives 6 estaven jubilades, 11 estaven estudiant i 9 estaven classificades com a «altres inactius».
Activitats econòmiques
Els 2 establiments que hi havia el 2007 eren d'empreses de construcció.
Dels 2 establiments de servei als particulars que hi havia el 2009, 1 era un paleta i 1 fusteria.
L'any 2000 a Houlbec-près-le-Gros-Theil hi havia 6 explotacions agrícoles que ocupaven un total de 186 hectàrees.

## Poblacions més properes
El següent diagrama mostra les poblacions més properes.